# Kabelbrücke

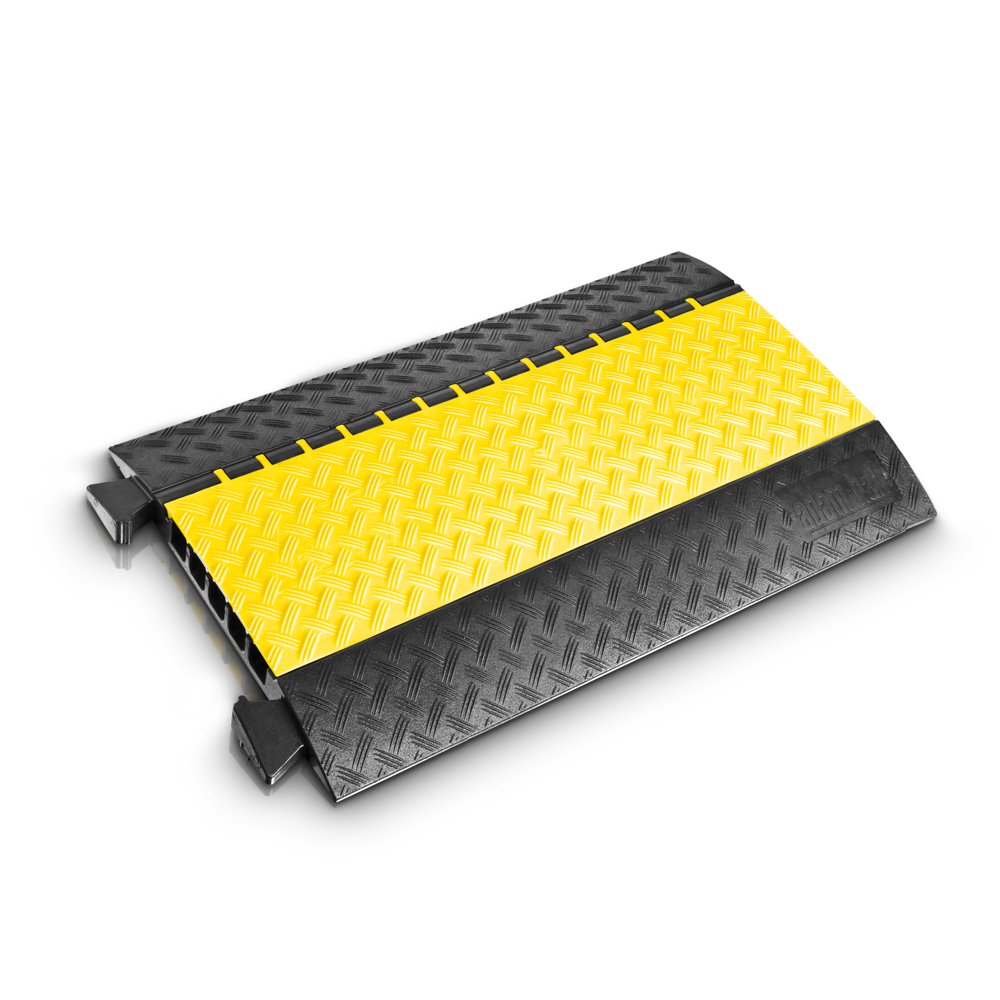
Kabelbrücke aus recyclefähigen Kunststoffen

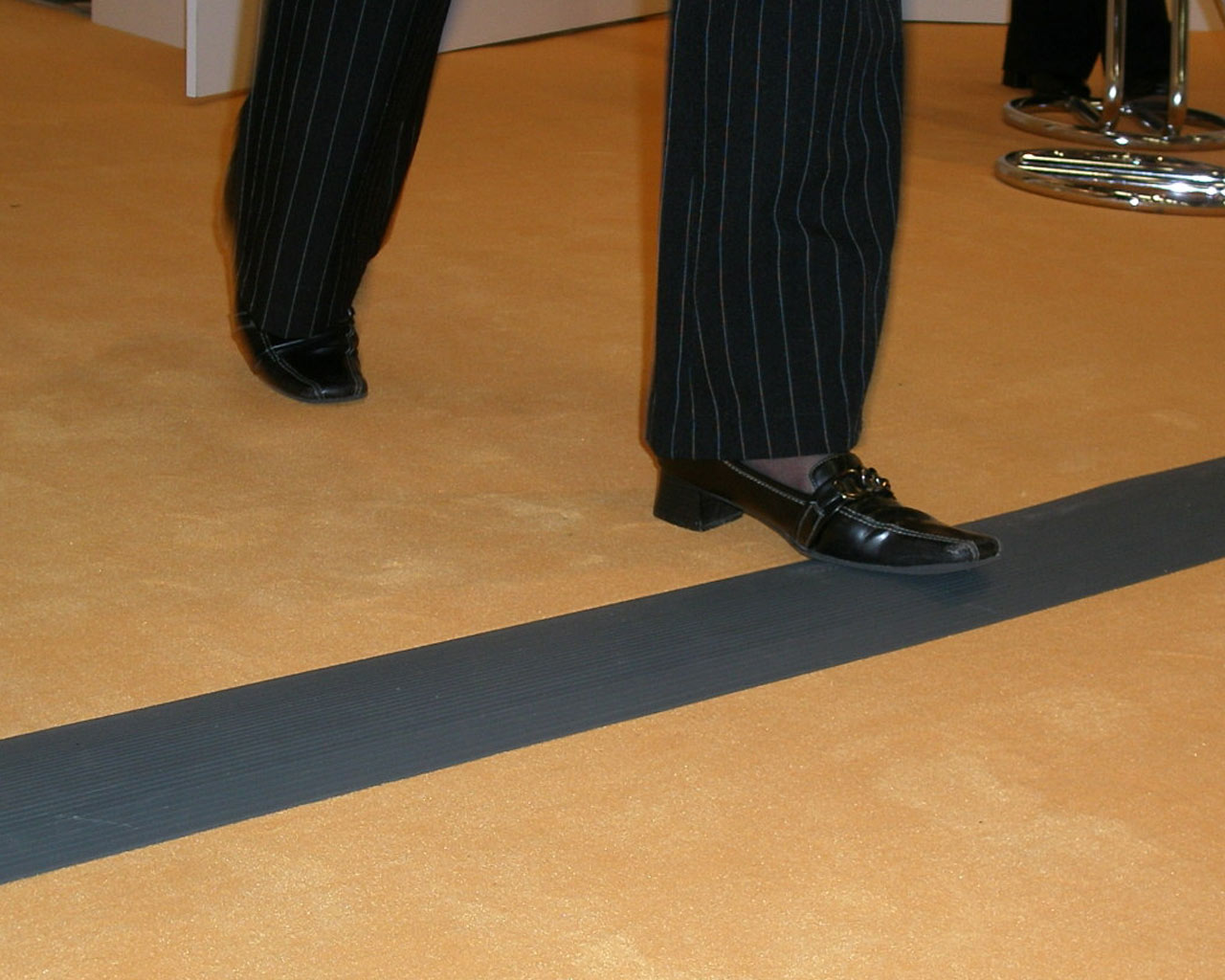
Kabelbrücken schützen vor Stolperfallen

Eine Kabelbrücke, auch Fußbodenkanal oder Aufbodenkanal genannt, ist ein trittfestes Profil aus Kunststoff, das das lose am Boden liegende Kabel bedeckt, führt und befestigt. Die Kabel werden durch vertikale Trennelemente ordentlich geführt. Die Kabelbrücke stellt als ein Teil einer Elektroinstallation eine spezielle Bauform eines Kabelkanals dar und ist in ihrer Funktion und Wirkungsweise verwandt mit der Schlauchbrücke.

## Grundproblem
Ungesichert am Boden verlaufende Kabel sind nicht nur eine ästhetische Beeinträchtigung, welche auch als Kabelsalat bezeichnet wird, sondern stellen auch ein Sicherheitsrisiko dar. Zum einen besteht die Gefahr, dass Kabel und die daran angeschlossenen Geräte beschädigt werden. Zum anderen stellen ungesichert verlegte Leitungen gefährliche Stolperstellen dar, die oftmals zu Unfällen mit Personenschäden führen.

## Problemlösung
Kabelbrücken fixieren die Leitungen in Kanälen und schützen sie dadurch vor Belastungen durch Quetschung, Zug, Abrieb und witterungsbedingter Schädigung. Durch die Bündelung wird die Gefahr, dass sich Personen in lose liegenden Leitungen verheddern und es infolgedessen zum Sturz kommt, eliminiert. Geeignete Produkte liegen flach am Untergrund auf, sind sanft angeschrägt, deutlich erkennbar und leicht zu installieren.

## Typen

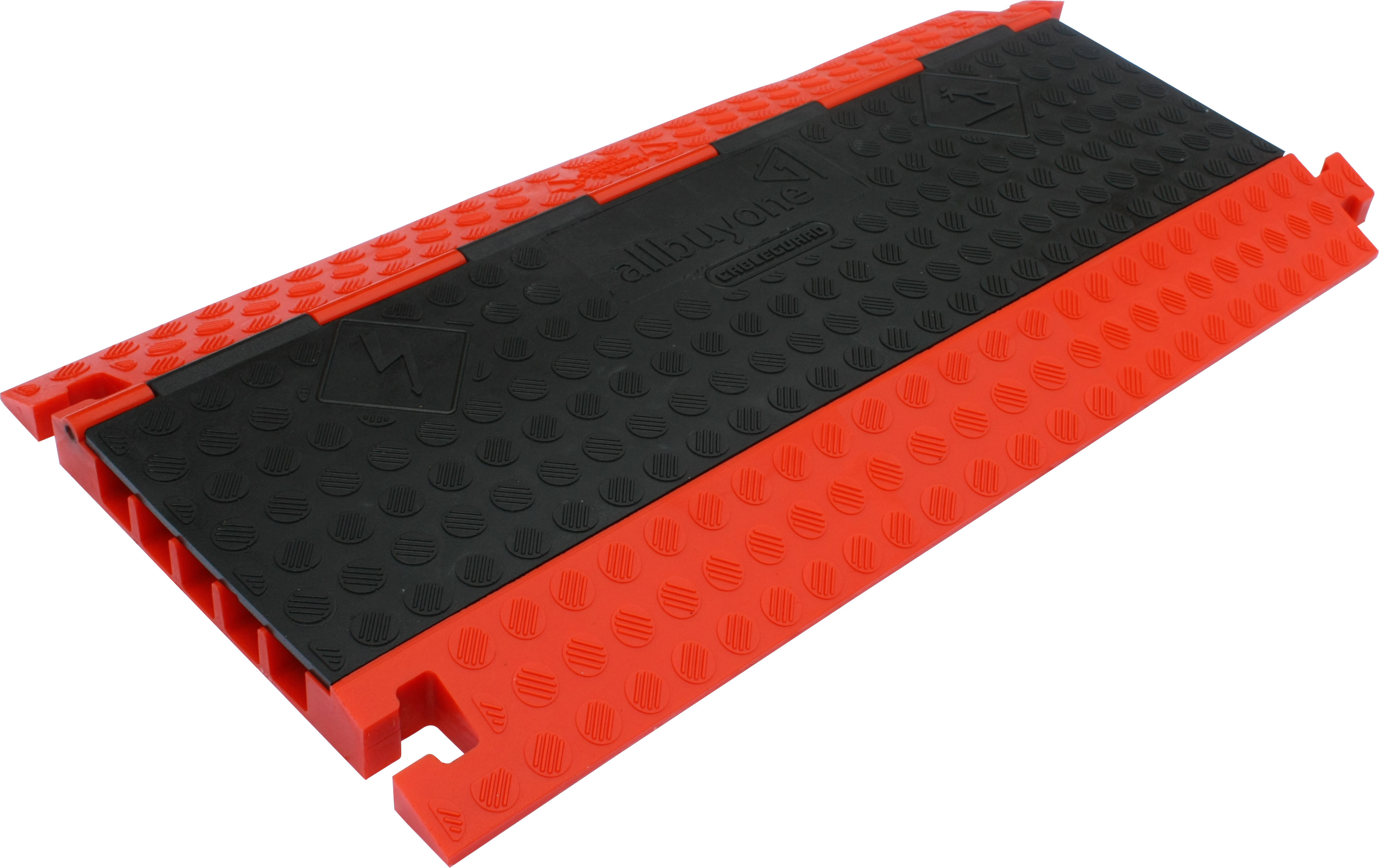
Kabelschutz aus Polyurethan

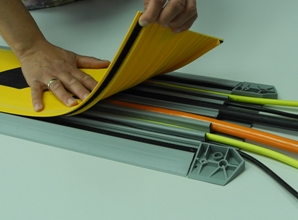
Kabelbrücke von oben zu bestücken

### Außeneinsatz
Kabelbrücken dieses Typs müssen Leitungen auch in Extremsituationen schützen und werden dadurch stark belastet, z. B. auf Baustellen oder bei Veranstaltungen im Freien (vgl. auch Schlauchbrücken). Gerade bei Veranstaltungen werden Kabelbrücken auch oft als Überfahrschutz verwendet und als Schutz der Besucher vor elektrostatischer Entladung. Die Kabelbrücke stellt eine nichtleitende Grenze zwischen Mensch und Stromkabel dar. Sie bestehen häufig aus starren Einzelsegmenten, die nach Bedarf aneinander gereiht werden. Häufig werden sie aus Aluminium, Hart-Kunststoff oder Gummi hergestellt. Improvisierte Lösungen aus Holz sind ebenfalls häufig im Einsatz.

### Inneneinsatz
Bei Kabelbrücken, die in Räumen verwendet werden, steht meist der Schutz vor Stolperunfällen im Vordergrund. Kabelbrücken dieses Typs werden oftmals aus Hart-PVC oder Metall hergestellt. Bei der Installation werden sie mit dem Untergrund verbunden. (Schraub- oder Klebverbindung). Daneben existieren flexible Systeme, die nicht am Untergrund fixiert werden müssen. Durch einen speziellen Materialverbund (hohes Eigengewicht) und geeignete Formgebung liegen sie satt am Untergrund auf, folgen Bodenunebenheiten flexibel und verrutschen deshalb nicht.

### Bestückungsmöglichkeiten

#### Von oben
Kabelbrücken, die von oben mit Kabeln belegt werden, sind zweiteilig. Sie bestehen aus einem Sockel mit Kabelkanälen, in die die Kabel und Leitungen eingelegt werden. Mit dem dazugehörenden Deckel wird die Kabelbrücke geschlossen und die Leitungen werden darin geschützt. Der Deckel kann aus flexiblem Kunststoff oder auch aus stabilem Aluminium bestehen. Diese Art von Kabelbrücke ist komfortabel in der Anwendung und wird vor allem bei flexiblen Einsätzen gewählt.

#### Von unten
Kabelbrücken, die von unten her bestückt werden, sind einteilig. Die Kabel werden in dafür vorgesehene Kabelschlitze an der Unterseite des Kabelkanals eingelegt. Diese Art von Kabelbrücken dienen einer längerfristigen Anwendung, da ständiges Auf- und Abbauen des Kabelschutzes eher mühsam ist.

## Rechtliche Grundlagen, Verordnungen, Empfehlungen
- § 3 (1) ArbStättV/Anhang; Punkt 1.5 (2):

„Die Fußböden der Räume dürfen keine Unebenheiten, Löcher, Stolperstellen oder gefährlichen Schrägen aufweisen. Sie müssen gegen Verrutschen gesichert, tragfähig, trittsicher und rutschhemmend sein.“
- VBG Branchenleitfaden BGI 5001, Büroarbeit – sicher, gesund und erfolgreich; Seite 19 „Verkehrswege“:

„Bei Verkabelungen über Verkehrswege sind Kabelbrücken zu verwenden, um die Stolpergefahr zu verringern.“